# Piotr Abashkin
Piotr Stepánovich Abashkin (en ruso: Пётр Степанович Абашкин; Labinsk, 19 de diciembre de 1868-Rostov del Don, 7 de enero de 1934) fue un general ruso.

## Biografía

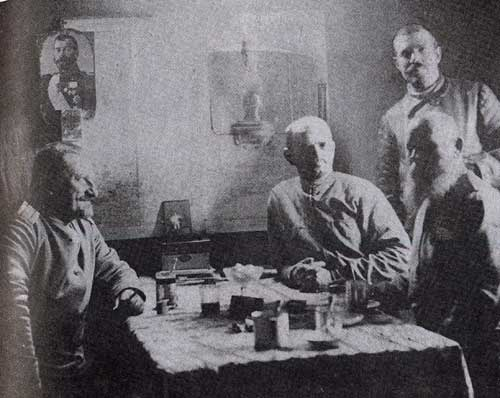
Abashkin en 1934.

Nació hijo de un oficial en la stanitsa cosaca del Kubán de Labínskaya el 19 de diciembre de 1868. Recibió su educación en la escuela real Aleksandrovski del Kubán. Desde 1887 ingresó en el 1.er regimiento de Labinsk. Finalizó sus estudios en la Academia de cosacos de Stávropol el 1 de agosto de 1890, regresando al regimiento, del que es nombrado abanderado el 18 de abril de 1891. En 1893 pasa al 2.º regimiento, siendo nombrado sótnik el 1 de junio de 1895. El 17 de agosto fue enviado en comisión de servicio al 1.er regimiento. El 1 de junio de 1903 es nombrado podesaúl y puesto al mando de una sotnia del regimiento. Terminó sus estudios como oficial de caballería y fue nombrado yesaúl el 6 de mayo de 1909. Entre el 4 de junio de ese año y el 1 de noviembre de 1911 sirvió como comandante de división en la intervención rusa en Persia.
Participó en la Primera Guerra Mundial, en la que fue ascendido a starshiná (21 de octubre de 1914) y coronel (3 de enero de 1917). Recibió el mando del regimiento de cosacos del Kubán de Yeisk en abril de ese año y el del regimiento de Labinsk en junio. Ejerció como atamán del otdel de Batalpashinsk entre 1918 y 1920, siendo ascendido a mayor general el 8 de septiembre de 1919. Tras la derrota de las tropas blancas, permaneció en Rusia en campos de prisioneros entre 1920 y 1922. Vagabundeó durante años tras ser privado de su derecho a trabajar al negarse a servir en el Ejército Rojo de Obreros y Campesinos (RKKA), sobreviviendo con trabajos temporales. A principios de la década de 1930 fue arrestado por la NKVD, muriendo en interrogatorios en 1934 en Rostov del Don.

## Condecoraciones
- Orden de San Estanislao de tercera clase (1902) y de segunda clase con espadas (1916)
- Orden de Santa Ana de segunda clase (1911) y de segunda clase con dos espadas (1915)
- Orden de San Vladimiro (1915) con Espadas y Banda.